# 東港駅
東港駅（とうこうえき）は、愛知県名古屋市南区滝春町にある名古屋臨海鉄道の貨物駅である。
駅構内の西側は港区に跨がる。
名古屋臨海鉄道東港線、南港線、昭和町線、汐見町線、東築線が接続する中枢の駅。名古屋臨海鉄道本社の最寄り駅でもある。

## 歴史

移設前の矢作製鉄専用線（1965年）

- 1965年（昭和40年）
  - 8月20日：開業[2]。矢作製鉄専用線（82 m）を当駅所属とする[3]。
  - 8月中：南部構内従事詰所を新設[4]。
  - 11月4日：東港機関庫竣工[4]。
- 1966年（昭和41年）
  - 3月4日：2番線増設[4]。
  - 6月10日：仮連絡線（東築線）の東港駅暫定接続工事竣工、使用開始[4]。
  - 6月20日：矢作製鉄専用線を移設（345 m）。仮連絡線経由から当駅直結に変更[5][4]。
- 1967年（昭和42年）
  - 2月17日：北部構内従事員詰所を増築し、東港駅本屋として使用開始[4]。
  - 11月1日：東港機関区を東港車両区に改組[4]。
- 1968年（昭和43年）
  - 3月24日：50番線新設[4]。
  - 9月1日：南港線開業[6]。
  - 10月1日：国鉄貨車集結業務を受託[6]。
- 1969年（昭和44年）
  - 1月21日：三洋化成工業専用線（456 m）新設[6]。
  - 6月：駅本屋増築[6]。
  - 9月25日：50番線に上下出発信号機、笠寺方に場内信号機を設置[6]。
  - 11月30日：構内主要分岐器を電動転換方式に変更[6]。
- 1971年（昭和46年）4月1日：駅本屋増築[7]。
- 1973年（昭和48年）9月30日：60番線新設[8]。
- 1976年（昭和51年）
  - 3月30日：信号扱所を改築[8]。
  - 8月20日：東港車両区を廃止し、東港機関区および東港貨車検修区を設置[9]。
  - 8月以降：構内レール50 kg化工事着手[9]。
- 1977年（昭和52年）5月6日：5番線に出発信号機を新設[9]。
- 1978年（昭和53年）7月23日：10、11、12番線の有効長延長[9]。
- 1979年（昭和54年）10月30日：30、31番線新設[9]。
- 1980年（昭和55年）
  - 9月14日：下り3番線新設[10]。
  - 10月30日：駅本屋改築[10]。
- 1982年（昭和57年）4月26日：東築線正式開業[10]。
- 1983年（昭和58年）4月15日：NRTライブラリー（職員用図書室）を開設[10]。
- 1985年（昭和60年）6月11日：国鉄貨物用電算端末機を増設[11]。
- 1986年（昭和61年）
  - 3月3日：構内で自動車分解整備事業の営業開始[11]。
  - 12月1日：東港貨車検修区内に貨物用品東港事務所を設置[12]。
- 1987年（昭和62年）3月31日：構内主要側線の有効長延長[12]。
- 1989年（平成元年）10月2日：構内にオートサービス鈑金塗装工場を新設[13]。
- 1994年（平成6年）4月1日：無線による入換作業開始[14]。

## 駅構造

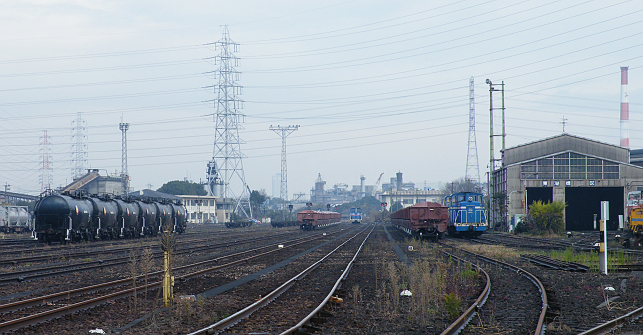
構内。西側にヤード、東側に機関庫が配置されている。

十数本の着発線・側線を有する地上駅で、各線から集められた貨車を仕分ける操車場としての機能を持つ。構内東端には名古屋臨海鉄道の車両基地たる東港機関区や、貨車の検修庫が設置されている。また一部の私有貨車の常備駅に指定されている。
駅から3kmほど南の東海市新宝町では、南港線から三洋化成工業名古屋工場へ続く専用線が分岐している。分岐点周辺には本線1線と仕分線1線、専用線、仕分線と専用線に接続する引き上げ線が敷設されている。専用線の入換作業は、本線で運行される名古屋臨海鉄道のディーゼル機関車が行う。
関連事業として果樹栽培事業を行っていた頃は構内の空地を利用してキウイ、スダチ、柿を栽培していた（1985年度より、終了時期不明）。
| ← 東港線 ← 東築線 | 東港駅 鉄道配線略図（1990年） | → 南港線・ 三洋化成 |
|                   | ↓ 矢作製鉄 ↓昭和町線↓汐見町線 |                     |
| 凡例 出典:        |                               |                     |

## 取扱貨物

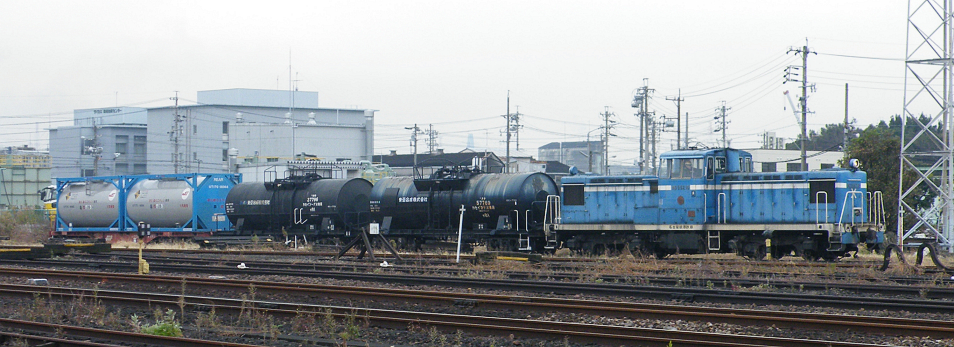
三洋から東港駅へ到着した車扱貨物列車（2008年12月）

当駅は、専用線発着のコンテナ貨物および車扱貨物の取扱駅である。
主な取扱品目は、三洋化成工業専用線に到着する液体酸化エチレンや水酸化ナトリウム（苛性ソーダ）などの化学薬品である。苛性ソーダはタンク車によって昭和町駅（東亞合成名古屋工場）などから輸送されていた。一方、液体酸化エチレンはコンテナ車に積載されたタンクコンテナによって千鳥町駅（日本触媒川崎製造所千鳥工場）から輸送される。この輸送もタンク車が用いられていたが、2008年（平成20年）にタンクコンテナに切り替えられた。
かつては駅西隣にあった矢作製鉄（現・中部リサイクル）への専用線が存在し、銑鉄やケイ化カルシウム、硫化鉱物などの輸送が行われていた。
| 所有者       | 主な取扱品           | 主な取扱品 | 延長  | 配線 （1981年） |
| 所有者       | 発送                 | 到着       | 延長  | 配線 （1981年） |
| ------------ | -------------------- | ---------- | ----- | --------------- |
| 矢作製鉄     | 銑鉄、肥料           |            | 421 m |                 |
| 三洋化成工業 | 空タンク車、工業薬品 | 工業薬品   | 544 m |                 |

## 駅周辺
- 大同大学
- 中部リサイクル
- 東亞合成名古屋工場
- 名鉄常滑線 大同町駅

## 隣の駅
名古屋臨海鉄道
東港線
笠寺駅 - 東港駅
南港線
東港駅 - 名古屋南貨物駅
汐見町線（休止）
東港駅 - 船見町駅（休止）
昭和町線（休止）
東港駅 - 昭和町駅（休止）
東築線
東港駅 - 名電築港駅